# CEV Champions League 2011-2012 (femminile)
La CEV Champions League di pallavolo femminile 2011-2012 è stata la 52ª edizione del massimo torneo pallavolistico europeo per squadre di club; iniziata con la fase a gironi il 29 novembre 2011, si è conclusa con la final-four di Baku, in Azerbaigian, il 25 marzo 2012. Alla competizione hanno partecipato 20 squadre e la vittoria finale è andata per la prima volta al Fenerbahçe Spor Kulübü.

## Sistema di qualificazione
All'edizione del 2011-2012 hanno preso parte 20 squadre provenienti dalle 54 federazioni affiliate alla CEV. Per ogni federazione hanno partecipato un certo numero di club a seconda della Ranking List aggiornata annualmente; federazioni con un coefficiente maggiore hanno avuto più club rispetto a quelle con un punteggio minore. Il massimo di compagini per ogni nazione è di tre, privilegio riservato per questa edizione solo all'Italia, anche se grazie alla wild-card ha goduto di tre squadre anche la Turchia.
Di seguito è riportato lo schema di qualificazione (su base Ranking List 2011):
- Posizione 1 ( Italia): 3 squadre
- Posizioni 2-4 ( Francia,  Russia,  Polonia,  Turchia): 2 squadre
- Posizioni 5-7 ( Germania,  Romania,  Serbia): 1 squadra

Le wild cards sono state assegnate all'Azerbaigian, alla Germania, alla Repubblica Ceca, alla Svizzera e alla Turchia.

## Squadre partecipanti
| - Azərreyl - Rabitə Baku - Bergamo - RC Cannes - Tomis Constanța - Dresdner - Dinamo Mosca - ASPTT Mulhouse - Muszynianka - Eczacıbaşı | - Fenerbahçe - VakıfBank - Dinamo-Kazan - Robursport Pesaro - Prostějov - Schweriner - Atom Trefl Sopot - Stella Rossa - Villa Cortese - Volero Zurigo |

## Fase a gironi
Il 1º luglio 2011 si sono tenuti a Vienna i sorteggi dei gironi; in occasione di questa cerimonia il presidente della CEV André Meyer ha annunciato che la Final Final verrà organizzata in Azerbaigian nella città di Baku. A differenza delle precedenti edizioni dopo la fase a gironi non ci sarà nessuna qualificata d'ufficio alla Final Four, ma si procederà con ottavi di finale e quarti di finale; per cui si qualificheranno le prime tre di ogni girone e la migliore quarta.

### Gironi
| Girone A                                      | Girone B                                       | Girone C                                              | Girone D                                   | Girone E                                                |
| --------------------------------------------- | ---------------------------------------------- | ----------------------------------------------------- | ------------------------------------------ | ------------------------------------------------------- |
| RC Cannes Villa Cortese Schweriner Eczacıbaşı | Fenerbahçe ASPTT Mulhouse Dresdner Rabitə Baku | Dinamo-Kazan Atom Trefl Sopot Volero Zurigo Prostějov | Bergamo VakıfBank Tomis Constanța Azərreyl | Muszynianka Dinamo Mosca Stella Rossa Robursport Pesaro |

## Ottavi di finale
I sorteggi per gli accoppiamenti degli ottavi fi finale si sono svolti il 19 gennaio 2012 a Lussemburgo ( Lussemburgo), alla presenza del comitato esecutivo della CEV.

### Squadre qualificate
- Azərreyl
- Rabitə Baku[2]
- Bergamo
- RC Cannes
- Fenerbahçe
- VakıfBank
- Dinamo-Kazan
- Villa Cortese

## Quarti di finale

### Squadre qualificate
- RC Cannes[3]
- Fenerbahçe
- Dinamo-Kazan[4]
- Villa Cortese[5]

## Final-four
La final-four si è disputata ad Baku ( Azerbaigian) e gli incontri si sono svolti allo Sport and Concert Complex of Heydar Aliyev. Le semifinali si sono disputate sabato 24 marzo, mentre la finale 3º/4º posto e la finalissima si sono giocate domenica 25 marzo.
Gli accoppiamenti della final-four, stabiliti dal regolamento CEV, prevedono che in caso di qualificazione di due squadre della stessa nazione, queste si incontrino in semifinale, eventualità che non si è verificata in questa edizione.

### Finali 1º e 3º posto
|  | Semifinali    | Semifinali    | Semifinali |           |            | Finale             | Finale             | Finale             |  |
|  |               |               |            |           |            |                    |                    |                    |  |
|  | Fenerbahçe    | Fenerbahçe    | 3          |           |            |                    |                    |                    |  |
|  | Fenerbahçe    | Fenerbahçe    | 3          |           |            |                    |                    |                    |  |
|  | Dinamo-Kazan  | Dinamo-Kazan  | 1          |           |            |                    |                    |                    |  |
|  | Dinamo-Kazan  | Dinamo-Kazan  | 1          |           | Fenerbahçe | Fenerbahçe         | 3                  |                    |  |
|  |               |               |            |           | Fenerbahçe | Fenerbahçe         | 3                  |                    |  |
|  |               |               | RC Cannes  | RC Cannes | 0          |                    |                    |                    |  |
|  | RC Cannes     | RC Cannes     | RC Cannes  | RC Cannes | 0          | 3                  |                    |                    |  |
|  | RC Cannes     | RC Cannes     |            |           |            | 3                  |                    |                    |  |
|  | Villa Cortese | Villa Cortese | 1          |           |            | Finale 3º/4º posto | Finale 3º/4º posto | Finale 3º/4º posto |  |
|  | Villa Cortese | Villa Cortese | 1          |           |            |                    |                    |                    |  |
|  |               |               |            |           |            |                    |                    |                    |  |
|  |               |               |            |           |            | Dinamo-Kazan       | Dinamo-Kazan       | 3                  |  |
|  |               |               |            |           |            | Dinamo-Kazan       | Dinamo-Kazan       | 3                  |  |
|  |               |               |            |           |            | Villa Cortese      | Villa Cortese      | 1                  |  |